# 7. (vojvodinska) divizija (KNOJ)
7. (vojvodinska) divizija KNOJ je bila partizanska divizija, ki je delovala v sklopu Korpusa narodne obrambe Jugoslavije v Jugoslaviji med drugo svetovno vojno.
Ustanovljena je bila 18. decembra 1944.